# Boucle de Tichelmann
 (mars 2019).
Une boucle de Tichelmann, parfois anglicisée en boucle de Tickelman, est un dispositif d'équilibrage de réseaux hydrauliques. Elle tient son nom du physicien allemand Albert Tichelmann (1861–1926).

## Principe

Principe de la boucle de Tichelmann appliquée à un réseau solaire.

Le principe de la boucle de Tichelmann est l'égalisation des pertes de charge entre les différentes branches d'un réseau hydraulique fermé (chauffage, climatisation, réseau solaire, etc.) en leur attribuant chacune la même longueur, les mêmes coudes et le même équipement. Ainsi, chaque branche du réseau offre la même perte de charge sans avoir besoin d'équiper le réseau en vannes d'équilibrage,.

## Avantages et inconvénients

Un exemple d'application de boucle de Tichelmann sur un réseau de chauffage équipé de radiateurs.

L'avantage principal de la boucle de Tichelmann est de créer un circuit dont l'équilibrage se fait naturellement, sans nécessiter d'intervention de réglage ni de matériel comme des vannes d'équilibrage.
Mais cet équilibrage n'est possible que, d'une part, si les équipements situés sur le réseau ne sont pas manipulés (le fonctionnement est possible sur un réseau de chauffage dans lequel les radiateurs sont dotés de robinets thermostatiques et non de robinets d'arrêt manuel par exemple) ; et d'autre part, si les réseaux sont exactement semblables.